# Arthur Rowe
Pour les articles homonymes, voir Rowe.
Arthur Sydney Rowe, né le 1er septembre 1906 à Londres et mort en novembre 1993 à Norbury, est un joueur puis entraîneur de football anglais.

## Biographie
Né dans le quartier londonien de Tottenham en 1906, il débuta en tant que joueur à Northfleet avant de rejoindre Tottenham Hotspur Football Club en 1921. Après avoir joué dans les équipes de jeunes, il débuta avec l'équipe une en 1929. Il joua huit saisons pour Tottenham portant le maillot des spurs à 201 reprises. Il fut sélectionné une fois en équipe d'Angleterre : le 6 décembre 1933 à l'occasion d'un match amical Angleterre-France joué à White Hart Lane, le stade de Tottenham. Il mit un terme à sa carrière en 1939 à cause d'une blessure. 
Après sa carrière de joueur il commença une carrière d'entraîneur à Chelmsford City en 1940. Lors de la saison 1945-1946 il mena le club au titre de champion de la Southern League Cup. En 1949 il fut nommé entraîneur de Tottenham qui évoluait en deuxième division. Dès sa première saison (1949-1950) le club fut champion de D2 et promu en D1. Le club qui était promu remporta ensuite le titre de champion d'Angleterre en 1951. Lors de la saison 1951-1952, le club termina second du championnat. Ces succès étaient le fruit d'une tactique révolutionnaire baptisée « Push and run ». Cette tactique était basée sur un jeu de passe courte et du mouvement entre les joueurs. La santé de Rowe déclina et il fut remplacé par Jimmy Anderson durant sa convalescence. Malgré son retour à la tête de Tottenham en 1954, il céda définitivement sa place à Anderson en 1955.  
En 1960 il devint l'entraîneur du Crystal Palace Football Club qui évoluait en quatrième division. Dès sa première saison (1960-1961) le club fut promu en D3. En 1962, de nouveau malade, il quitta ses fonctions d'entraîneurs pour occuper le poste de manager jusqu'en 1966.